# Isla del Oeste

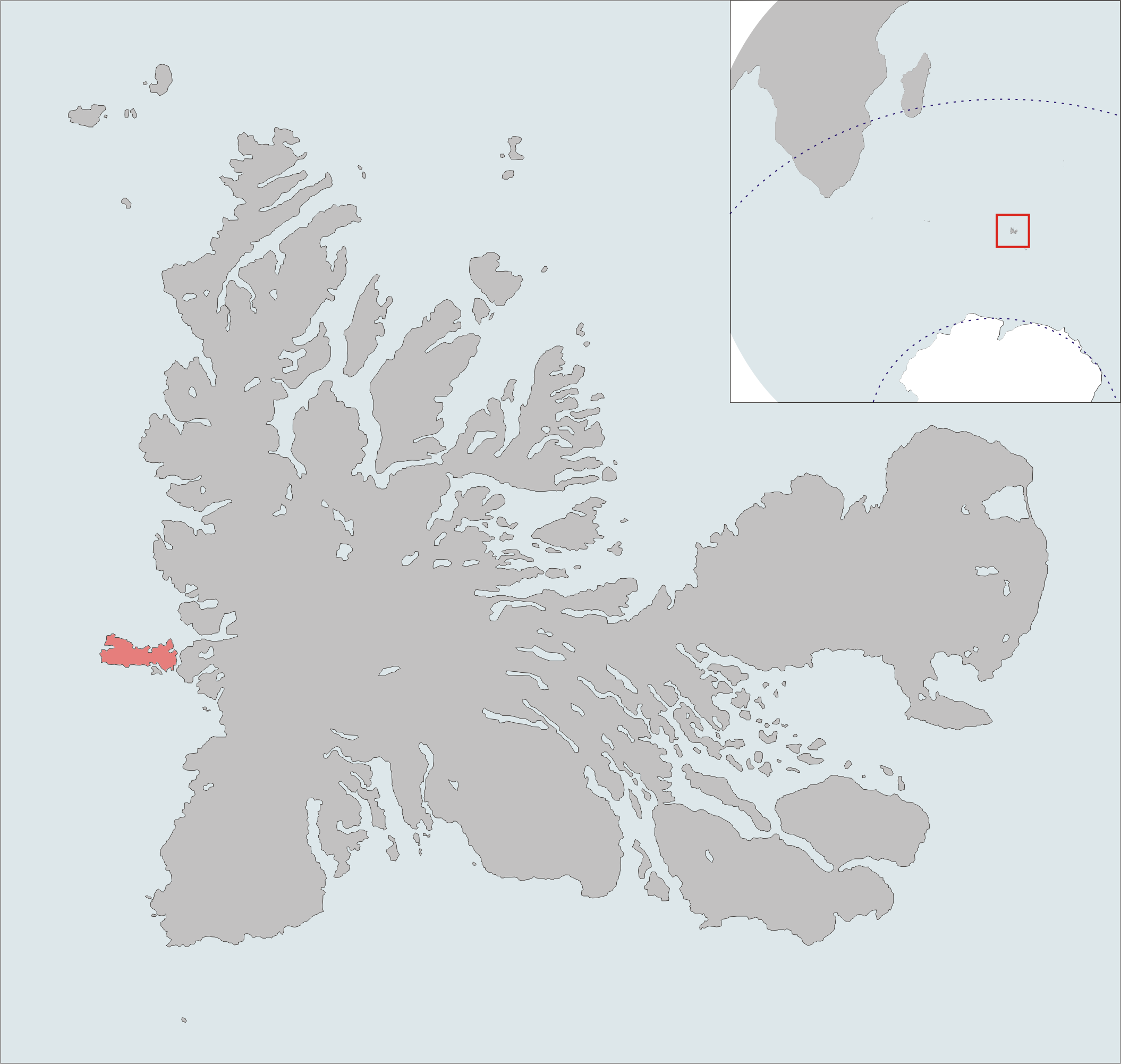
Isla del Oeste en rojo

La isla del Oeste es una isla francesa del archipiélago de los Kerguelen ubicada al oeste de la gran Tierra en la prolongación de la presqu'isla de los Lagos, sobre los contrafuertes del glaciar Cook. Está bañada por las aguas de la bahía del Noroit al norte y de la bahía Bretona al sur.